# トレッダウェイユメドリキララシジミ
トレッダウェイユメドリキララシジミ（Deramas treadawayi）は、チョウ目（鱗翅目）アゲハチョウ上科シジミチョウ科に分類されるチョウの一種。フィリピン固有種。

## 分布
ミンダナオ島のアポ山でのみ見られる。トモコユメドリキララシジミより個体数は少ないようである。

## 形態
オスの前翅長は17-18 mm。メスの前翅長は18-20 mm。トモコユメドリキララシジミに似ているが、オスの翅表・前翅の第4-6室に緑青色斑は現れない、また裏面の色彩ははるかに赤みが強い、メスの翅表は前翅、後翅とも紫色部がかなりはっきりと現れることなどで区別することが出来る。

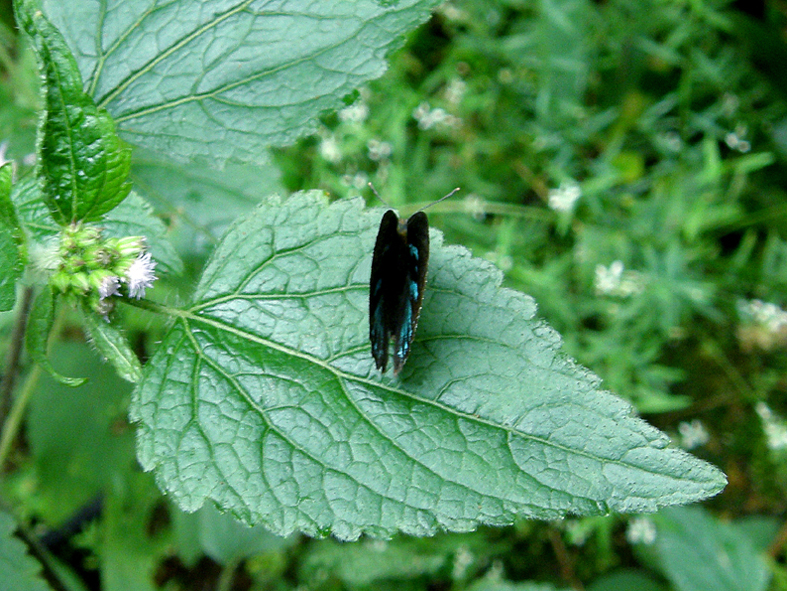
フィリピン、ミンダナオ島・アポ山中の成虫・オス
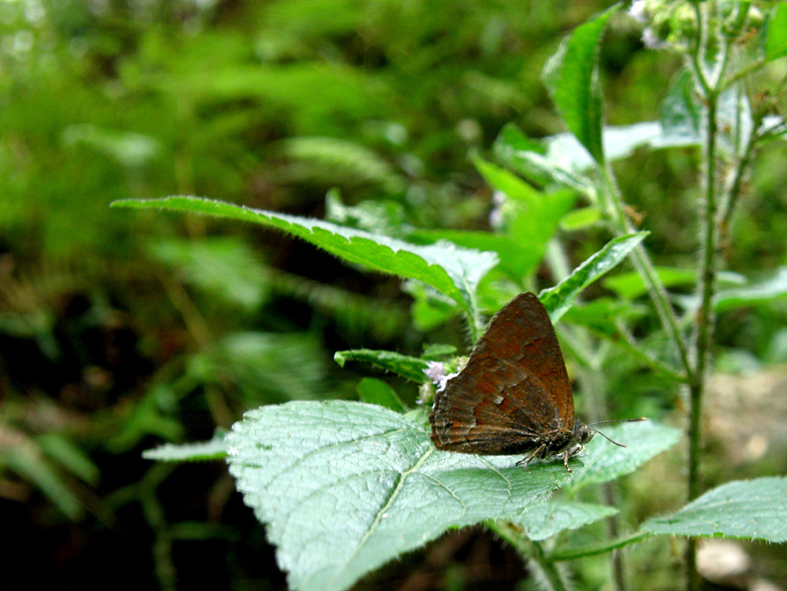
フィリピン、ミンダナオ島・アポ山中の成虫・オス

## 生態
アポ山の中標高地帯に分布する。トモコユメドリキララシジミと同所的に見られるので、ポイントを見つけて飛来する個体を崖っ淵で待ち構えることがある。年数回、発生すると思われる。

種名の語源：C.G.Treadaway氏に因む。